# Isola di Rikord
L'isola di Rikord (in russo Остров Рикорда, ostrov Rikorda) è un'isola russa che fa parte dell'arcipelago dell'imperatrice Eugenia ed è bagnata dal mar del Giappone.
Amministrativamente appartiene alla città di Vladivostok nel Territorio del Litorale, che è parte del Circondario federale dell'Estremo Oriente.

## Geografia
L'isola di Rikord è situata nella parte centrale del golfo di Pietro il Grande circa 32 km a sud-ovest di Vladivostok. È bagnata a ovest dal golfo dell'Amur e a est dal golfo dell'Ussuri, che sono le due insenature settentrionali in cui si divide il golfo di Pietro il Grande. Si trova poco meno di 3 km a sud-ovest dell'isola di Rejneke da cui è separata dallo stretto dell'Amur (пролив Амурский, proliv Amurskij).
Rikord è, per area, la terza più grande isola nell'arcipelago dell'imperatrice Eugenia, dopo Russkij e Popov, e la più grande tra quelle disabitate. Ha una forma allungata, che si estende da nord-est a sud-ovest, composta da due parti collegate da una striscia di terra larga 300 m. È lunga circa 4 km e ha una larghezza massima di 2 km nella parte settentrionale, per un'area totale di 5 km². Nel nord raggiunge un'altezza massima di 178 m s.l.m.
Le coste sono caratterizzate da alte scogliere sul versante orientale, mentre sul lato opposto si abbassano in spiagge di ghiaia. Al centro, le due parti che formano l'isola rientrano verso l'istmo, creando la baia Vostočnaja (бухта Восточная, buchta Vostočnaja), dove si trova una spiaggia di ciottoli lunga quasi 1 km. Lungo la costa si incontrano scogli, faraglioni e rocce sommerse.

### Flora e fauna
Gran parte dell'isola è coperta da radi boschi di tigli dell'Amur e Quercus dentata. Inoltre sono presenti Kalopanax septemlobus, alberi del genere Aralia, la vite, arbusti di Schisandra, Berberis e Actinidia, rose e altre piante.
La fauna è molto varia, sono infatti presenti: bisce, vipere del genere Gloydius, l'Elaphe schrenckii, rospi comuni e raganelle dell'Estremo Oriente; tra i mammiferi sono presenti il topo selvatico a dorso striato, l'arvicola dei canneti, il cane procione, la volpe e la foca maculata; tra gli uccelli si possono avvistare lo zigolo giallo, l'upupa, due specie di cormorani, il rondone del Pacifico, l'aquila reale, il gabbiano giapponese e anche cince e fregate.

## Isole adiacenti
- Isole di Pachtusov (острова Пахтусова, ostrova Pachtusova), sono 3 isolette a nord-ovest di Rikord.
- Scoglio L'va (камень Льва, kamen' L'va), è un isolotto roccioso alla sua estremità meridionale.
- Isola di Karamzin (остров Карамзина, ostrov Karamzina), è una piccola isola a sud-est di Rikord.
- Isola di Krotov (остров Кротова, ostrov Krotova), è un'altra piccola isola, ma a sud-ovest di Rikord.
- Isola di Sergeev (остров Сергеева, ostrov Sergeeva), è un'isoletta a sud di Krotov e a nord-ovest di Moiseev.
- Isola di Moiseev (остров Моисеева, ostrov Moiseeva), è un'isola a sud-est di Sergeev.
- Isola di Cywolka (остров Циволько, ostrov Civol'ko), è un isolotto a sud-ovest del gruppo formato da Krotov, Moiseev e Sergeev.
- Isola di Želtuchin (остров Желтухина, ostrov Želtuchina), è un'isola a sud-sud-ovest di Moiseev.

## Storia
L'isola fu così chiamata in onore dell'ammiraglio della flotta russa Pëtr Ivanovič Rikord.